# Новоселівка (Новооржицька селищна громада)
Новосе́лівка —  село в Україні, у Новооржицькій селищній громаді Лубенського району Полтавської області. Населення становить 300 осіб. Колишній орган місцевого самоврядування — Воронинцівська сільська рада.

## Географія
Село Новоселівка знаходиться на лівому березі річки Сліпорід в місці впадання в неї річки В'язівець, вище за течією примикає село Воронинці, нижче за течією на відстані 2,5 км розташоване село Черевки, на протилежному березі - села Котляревське і Приймівщина, вище за течією річки В'язівець примикає смт Новооржицьке.
Відстань до колишнього райцентру становить понад 33 км і проходить автошляхом Т 1713.

## Історія
12 червня 2020 року, відповідно до розпорядження Кабінету Міністрів України № 721-р «Про визначення адміністративних центрів та затвердження територій територіальних громад Полтавської області», село увійшло до складу Новооржицької селищної громади.
19 липня 2020 року, в результаті адміністративно - територіальної реформи та ліквідації Оржицького району, село увійшло до складу новоутвореного Лубенського району.